# Wikingerzeit auf den Färöern

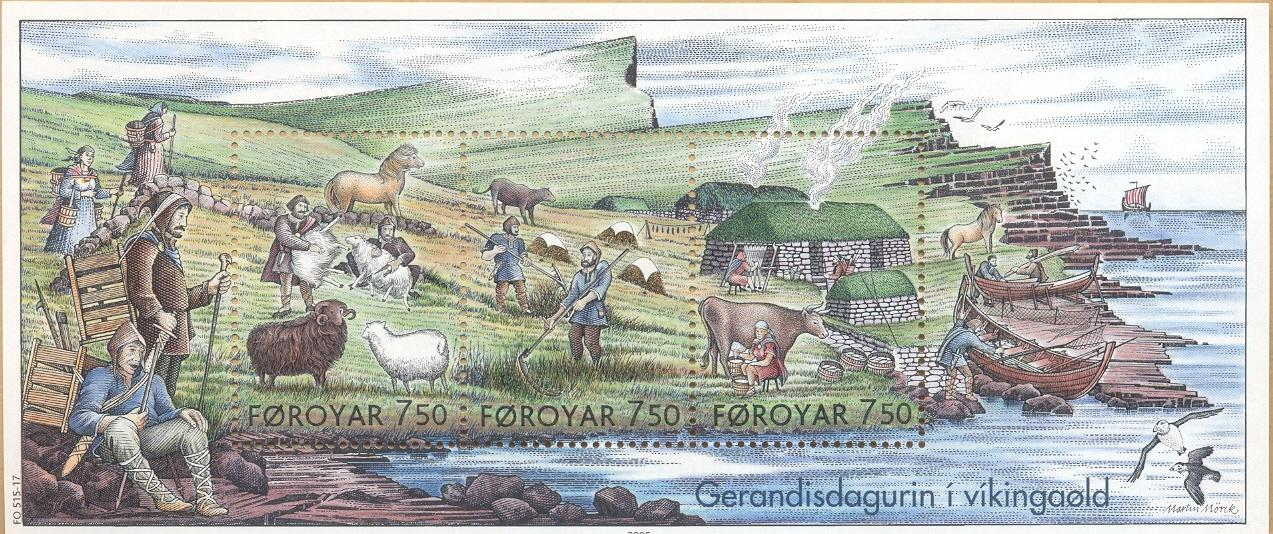
Alltag der Wikingerzeit. Unter Wikingern versteht man gemeinhin ein kriegerisches Volk. Auf den Färöern waren es arme Bauern, die sich eine neue, freie Heimat schufen. Briefmarkenblock von 2005

Die Wikingerzeit auf den Färöern dauerte von der Landnahme durch Grímur Kamban um 825 bis zum Tode von Tróndur í Gøtu, dem letzten Wikingerhäuptling auf dem Färöer-Archipel, 1035, und der Machtübernahme von Leivur Øssursson im selben Jahr.
Der größte historische Bruch in dieser Zeit war die Christianisierung der Färöer durch Sigmundur Brestisson ab 999, die das Ende der Wikingerzeit einläutete und gleichzeitig das Ende der Färöer als freie Siedlerrepublik.
Zum Leidwesen der Historiker sind sehr viele Quellen aus dieser Zeit bei verschiedenen Verwüstungen von Bibliotheken und Archiven verloren gegangen. Als wichtigste Quelle haben wir daher heute nur noch die Färingersaga und Aussagen in anderen Quellen von außerhalb, die die dortigen Erzählungen stützen können und eine Datierung erlauben.
Obwohl die in diesem Artikel genannten Jahreszahlen und Ereignisse zwar auf den Färöern allgemein als unstrittig gelten und zum nationalen Gründungsmythos gehören, sind sie immer mit einem gewissen Vorbehalt zu betrachten, denn die Färingersaga ist keine Chronik im wirklichen Sinne, sondern ein historischer Roman. Ganz eindeutige Mythen, die völlig unrealistisch erscheinen, werden als solche gekennzeichnet (meist in den weiterführenden Artikel zu einzelnen Episoden der Saga).
Es gab in den letzten Jahrzehnten zahlreiche archäologische Untersuchungen auf den Färöern, so dass sich unser Bild über die damalige Zeit immer mehr verdichtet. Im Historischen Museum der Färöer befinden sich die meisten der archäologischen Funde aus dieser Zeit.

## Landnahme
Als die Färöer das erste Mal um 795 von den Wikingern besucht wurden, fanden sie Mönche aus Irland vor, die hier ein Einsiedlerdasein führten. Jene wiederum hatten keinerlei Urbevölkerung vorgefunden, die sie hätten bekehren können, und so züchteten sie Schafe und pflanzten u. a. Hafer an, der inzwischen eine Datierung ihrer Ankunft auf den Zeitraum um 625 erlaubt.

### Erste Landnahmewelle

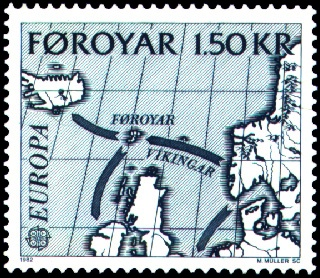
Schematische Darstellung der Landnahme mit Hilfe einer alten Landkarte. Der dortige Pfeil von den Färöern in Richtung britische Inseln ist etwas irreführend. Die Landnahme geschah in genau umgekehrter Richtung. Auch waren die Färinger keine Eroberer anderer Länder. Färöische Briefmarke von 1982.

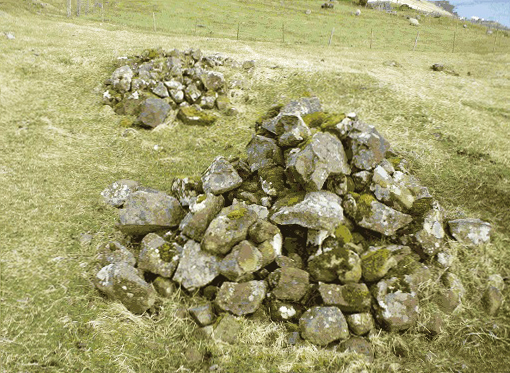
Grab von Havgrimur

Es ist nicht völlig geklärt, ob die oft behauptete Vertreibung der irischen Mönche durch die Wikinger um 795 wirklich stattfand, oder ob sich nur ein Teil von ihnen nach Island aufmachte. Dort jedenfalls galten jene wiederum als erste Siedler. Zu dieser Zeit könnten die Färöer für 30 Jahre unbewohnt gewesen sein, da sich damals Skandinavier noch nicht auf den Färöern niederließen. Folgt man dieser Hypothese, die sich auf den Bericht im Buch Liber de Mensura Orbis Terræ des irischen Chronisten Dicuil (825) stützt, so betrat Grímur Kamban um 825 ein Land, in dem es nur die von den Mönchen zurückgelassenen Schafe und Seevögel gab.
Der Name Kamban selbst deutet auf einen keltischen Ursprung hin. Grímur Kamban könnte von den britischen Inseln gekommen sein, wo die Skandinavier bereits ihre Herrschaft errichtet hatten, oder er war ein getaufter Norweger, dem irische Missionare diesen Beinamen gaben. Die ersten Menschen, die um diese Zeit die Färöer besiedelten, waren jedenfalls Leute aus dem umliegenden Herrschaftsbereich der Skandinavier im Süden und Osten – selber meist Skandinavier, aber sicher auch mit keltischen Sklaven und Frauen im Gepäck.
Grímurs Siedlung soll in Funningur auf Eysturoy gewesen sein. Ausgrabungen belegen weitere Siedlungsplätze der Wikinger in der Nachbarschaft und auf den anderen Inseln.
In jenen Zeitraum fällt auch die Ankunft des norwegischen Auswanderers Naddoddur auf den Färöern. Er entdeckte der Überlieferung zufolge um 850 Island, das er damals Schneeland taufte. Seine (vermutete) Tochter Ann Naddodsdóttir ist einer neueren These zufolge die Mutter von Brestir und Beinir, von denen unten noch die Rede sein wird.

### Zweite Landnahmewelle
Etwa 880 bis 900 fand die große Einwanderung auf den Färöern statt. Diese Landnahmewelle wird präzise auf 885–890 eingegrenzt. Es war die Zeit Harald Schönhaars von Norwegen (reg. 870–933). Die Färingersaga berichtet, dass viele Leute vor seiner Herrschsucht flohen. Damit sind unter anderem Steuerlasten gemeint. Wie schon bei der ersten Landnahme kamen die Einwanderer aus Norwegen und wahrscheinlich auch den von Norwegen kontrollierten Teilen der britischen Inseln.

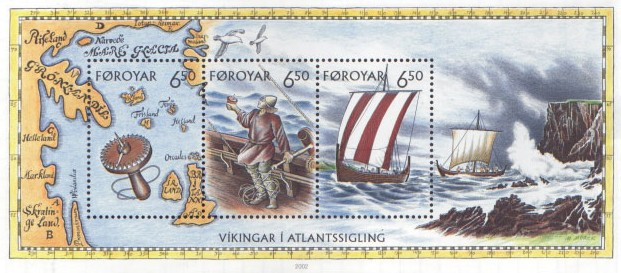
Die Wikinger waren hervorragende Seefahrer. Ihre Navigationskünste wurden 2002 auf diesem Briefmarkenblock der Färöer gewürdigt.

Dass der überwiegende Teil dieser Wikinger auf den Färöern aus Norwegen kam, kann an einer linguistischen Besonderheit festgestellt werden (neben sonstigen Gemeinsamkeiten mit den Dialekten Westnorwegens): Im Färöischen heißt Nordosten landnyrðingur („Landnord“), Südosten landsynningur („Landsüd“), Nordwesten útnyrðingur („Hinausnord“) und Südwesten útsynningur („Hinaussüd“). Diese Begriffe können nur von Menschen geprägt sein, die an einer kontinentalen Westküste leben, wie zum Beispiel in Bergen. Aus färöischer Perspektive würde eine solche Wortschöpfung keinen Sinn ergeben, denn im Nordwesten befindet sich mit Island gleichermaßen Land wie mit Shetland im Südosten, während sich in Nordost und Südwest die Gestade Spitzbergens bzw. Neufundlands befinden – damals terra incognita (unbekanntes Land). Und: aus färöischer Sicht ist jede Himmelsrichtung hinaus aufs Meer.
Es wird gesagt, dass sich Menschen von den Färöern und aus Bergen heute noch in ihren jeweiligen lokalen Dialekten ohne große Mühe verständigen können. Die Beziehungen dieser norwegischen Handelsmetropole und späteren Hansestadt zu den Färöern haben in den Jahrhunderten bis heute immer eine besondere Rolle gespielt. Siehe auch: Monopolhandel über die Färöer (Zeitraum 1529–1856)

#### Erstes Thing

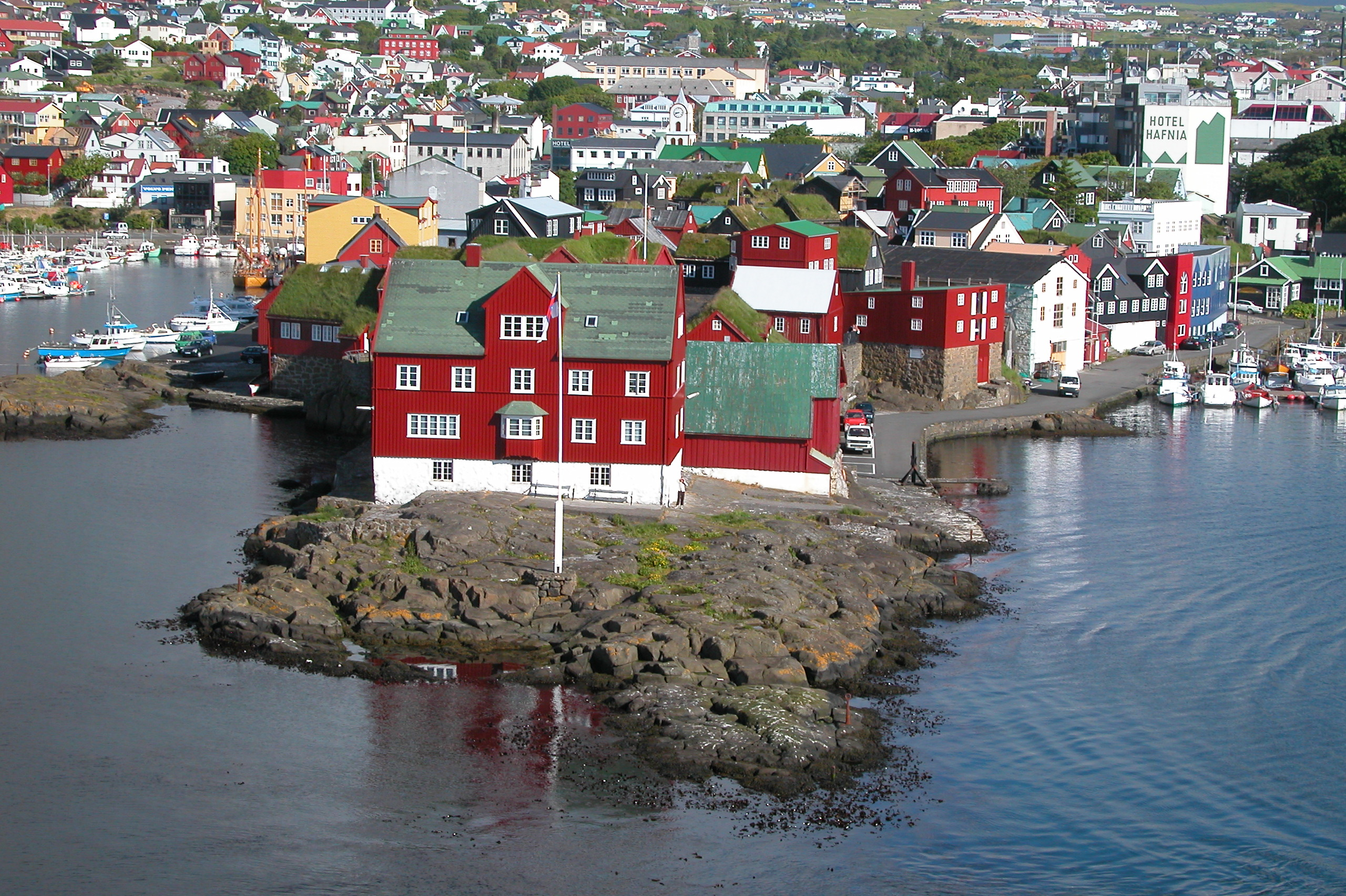
Tinganes, die alte Thingstätte der Färöer, ist heute nach wie vor politisches Zentrum des Landes.

Um 900 hatten die Färinger bereits ihr Thing auf der nach ihm benannten Halbinsel Tinganes. Tórshavn wurde so früh zum Hauptort der Inseln. Das damalige Thing hieß (wie heute noch dasjenige in Island) Althing. Seit etwa 1400 trägt es seinen heutigen Namen Løgting. Es ist eines der ältesten Parlamente der Welt (siehe dort). Neben dem zentralen Thing gab es lokale Thingstätten, Várting genannt.
Auch wenn nicht ganz klar ist, wie die politische Ordnung der Färöer zu dieser Zeit aussah, so ist es nicht übertrieben, von einer Republik zu sprechen, denn der König im 500 Kilometer entfernten Norwegen hatte auf dem Archipel zur Wikingerzeit keine Macht, und das Thing war eine Versammlung der freien Männer vor Ort, also der Großbauern. Dort wurde auch die Gerichtsbarkeit ausgeübt.

#### Besiedlung und Bevölkerungsentwicklung
Zu diesem Zeitpunkt waren alle Inseln der Färöer bereits bewohnt, mit Ausnahme von Lítla Dímun. Daran hat sich bis heute nichts geändert. Die Bevölkerungszahl der Färöer nach der zweiten Landnahmewelle betrug vielleicht 3000 Menschen. Diese Zahl blieb bis Ende des 18. Jahrhunderts nahezu stabil und wuchs nicht über 4000. Mehr gab die Landwirtschaft auf diesem sehr begrenzten Areal nicht her.
Die Nachkommen der beiden Landnahmewellen bildeten faktisch die Bevölkerung der nächsten 450 Jahre. Erst der Schwarze Tod 1349 und 1350 sorgte mit dem Verlust eines Drittels der Bevölkerung für dramatische Änderungen, sodass Platz und Bedarf für neue Einwanderer entstand.

## Alltag

### Ernährung und Erwerb

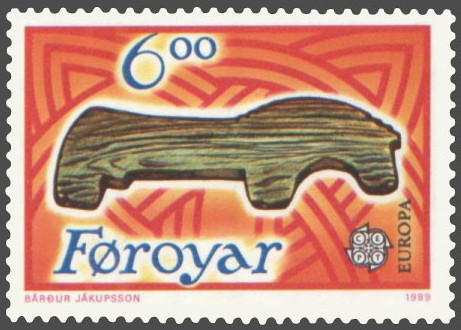
Ein Pferd als Kinderspielzeug. Es wurde 1957 in Kvívík gefunden. Briefmarke von Bárður Jákupsson 1989.

Die Wikinger auf den Färöern waren ein Bauernvolk. Sie pflanzten Gerste an, die mit aus Norwegen importierten Mühlsteinen aus Schiefer gemahlen wurde. Die wichtigsten Haustiere waren Schafe, und die färöische Wolle war schon damals ein wichtiges Exportgut. Daneben wurden Kühe gehalten und, im Gegensatz zu heute, sehr viele Schweine. Der Name der Insel Svínoy zeugt davon. Als Tierfutter wurde Heu hergestellt. Aus den Pferden der Färöer entwickelte sich im Laufe der Zeit die eigenständige Rasse des Färöerponys, von der heute nur noch wenige Individuen leben.

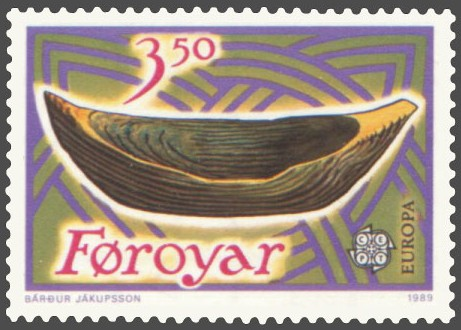
Ein geschnitztes Holzboot als Kinderspielzeug fand sich 1955 bei den Ausgrabungen von Kirkjubøur. Es ist 24,7 cm lang und aus einem Stück Treibholz geschnitzt. Heute wird es im Historischen Museum der Färöer ausgestellt. Briefmarke von Bárður Jákupsson 1989.

Der Fischfang und Grindadráp diente als wichtige Nahrungsergänzung und wurde in Küstennähe in den Fjorden betrieben. Das typisch färöische Boot zeugt noch heute von dieser Zeit. Es wird nach wie vor im Stile des Wikingerlangboots gebaut.
Die färöische Vogelwelt bot darüber hinaus Nahrung im Überfluss. Die Jagd von Seevögeln war hier weitaus wichtiger als in anderen Ländern – und ist es noch heute. Von den dutzenden Arten wurden drei bevorzugt bejagt.

### Hausrat

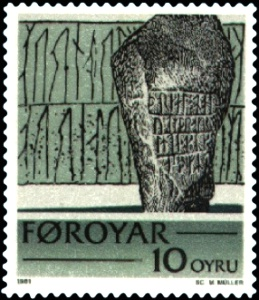
Der Runenstein von Sandavágur. Im Hintergrund die Inschrift des Steines von Kirkjubøur. Briefmarke von 1981

Einheimische Keramik gab es nur relativ wenig. Der färöische Ton hat keine besonders günstigen Eigenschaften, und durch den Mangel an Bäumen war Brennmaterial stets knapp. Vorherrschend waren Gefäße aus Speckstein, die wahrscheinlich aus Norwegen importiert wurden. Speckstein gibt es allerdings auch auf den benachbarten Shetlandinseln, vielleicht stammen sie also von dort. Aus dem heimischen Tuff, einem relativ weichen vulkanischen Gestein, wurden unter anderem Öllampen geschnitzt. Körbe und dergleichen wurden aus dem einheimischen Wacholder geflochten. Der Wacholder ist auf den Färöern heute beinahe verschwunden, was u. a. auch auf eine Klimaänderung zurückzuführen ist.

### Wertgegenstände
Metall musste importiert werden. Es wurden Eisen und Bronze verarbeitet. Silber diente als Währung, aber später auch schon ausländische Münzen, wie der Münzfund von Sandur andeutet. Schmuck wurde nicht nur aus den genannten Metallen hergestellt, sondern auch aus Knochen, Perlen und Bernstein. Die Kleidung entsprach wohl derjenigen in Norwegen oder auf den britischen Inseln.

### Behausungen

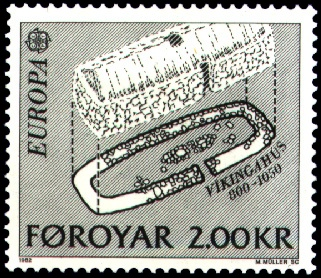
Das Langhaus von Kvívík war 21 m lang und 5,75 m breit. Die Wände waren 1,5 m dick. Briefmarke von 1982

Gewohnt wurde in typischen Langhäusern aus Stein. Sie besaßen nur einen Raum mit einer Feuerstelle in der Mitte und Bänken an den Wänden. An vielen Orten der Färöer wurden ab 1941 Fundamente solcher Häuser ausgegraben, zuerst in Kvívík, später dann auch in Fuglafjørður, Gøta und Sandavágur.

### Sprachdenkmäler
Die Sprache der ersten Färinger war Altnordisch, aus dem die heutige färöische Sprache hervorging. Es wurde in Runen geschrieben. Drei Runensteine wurden auf den Färöern gefunden: Der Kirkjubøstein, Sandavágsstein und Fámjinsstein. Letzterer stammt allerdings aus dem 16. Jahrhundert, belegt so also die Verwendung der Runen neben der lateinischen Schrift noch weit in die katholische Zeit hinein. Die färöischen Sigurdlieder und andere färöische Balladen stammen sehr wahrscheinlich von alten mündlichen Überlieferungen aus der Wikingerzeit ab.

## Nordische Religion
Die Wikinger waren Angehörige der Nordischen Religion. Der mächtigste ihrer Götter war Thor, und nach ihm ist nicht nur die färöische Hauptstadt Tórshavn (Thors Hafen) benannt, sondern auch Hósvík (hós- kommt von tórs-, und -vík bedeutet Bucht). Entsprechend heißt der Donnerstag (Thor ist der Donnergott) auf den Färöern hósdagur beziehungsweise im Dialekt von Suðuroy tósdagur. Sein Symbol ist der Hammer, und der schmückt heute noch das Wappen der Hauptstadt.

### Opferstätten
Ob sich an Orten wie Tórshavn und Hósvík Opferstätten befanden, weiß man nicht. Die Färingersaga verrät keine Einzelheiten über den praktizierten nordischen Glauben jener Zeit. Es wird angenommen, dass der Opferkult (blót) unter freiem Himmel ausgeübt wurde. Es gab mit dem hof allerdings auch eine Art Tempel, wie er in Hov vermutet wird.
Es wurden den Göttern in erster Linie Speisen und Getränke geopfert, seltener aber auch Tiere und Menschen.

### Grabstätten
Besondere Beachtung verdienen die Wikingergräber auf den Färöern, die Rückschlüsse auf die Beerdigungsriten und den Totenkult erlauben. Die Wikinger bestatteten ihre Toten oberirdisch und richteten die Leichname in Richtung Westsüdwest-Ostnordost aus, mit dem Kopf in jene Richtung zeigend. Die Hinkelsteine von Hov auf Suðuroy (siehe Foto rechts) erinnern an große Persönlichkeiten. Wer im Kampf fiel, erhielt offensichtlich einen aufrechten Stein, und wer friedlich alt wurde, einen liegenden.
1834 wurde auf Initiative des dänischen Gouverneurs Christian Pløyen das Grab des Hohepriesters (blótsmaður mikil) Havgrímur in Hov geöffnet. Es war nach Pløyens Angaben 24 Fuß lang und 4 Fuß breit. Dort wurden Eisengegenstände und menschliche Knochen gefunden. Angeblich soll auch ein Schleifstein gefunden worden sein. Diese Ausgrabung galt als unprofessionell und inoffiziell. Sie wurde abgebrochen und nicht wieder aufgenommen.
Die erste professionelle Ausgrabung einer Grabstätte erfolgte 1956 in Tjørnuvík im Norden Streymoys. 1955 fanden spielende Kinder dort Knochen, die sich als Menschenknochen erwiesen. Im Jahr darauf begannen systematische archäologische Grabungen, und schnell war klar, dass hier Überreste einer Wikingerin gefunden worden waren. Sie war etwa 1,55 m groß und, wie damals allgemein üblich, mit dem Kopf in Richtung Ostnordost bestattet. Bei ihr wurde eine Spange gefunden, die keltisch-schottischer Herkunft war. Der Historiker Sverri Dahl datierte das Grab ins 10. Jahrhundert.
Die britisch geleiteten Ausgrabungen in Sandur 2006 belegen, dass dort bereits um 900 die dritte oder vierte Generation von Wikingern lebte.

## Sigmundur und Tróndur
Die beiden Protagonisten der Färingersaga sind Sigmundur Brestisson und Tróndur í Gøtu, die jeweils die gegenüberstehenden Lager in einer 65 Jahre anhaltenden Fehde auf den Färöern darstellten. Diese Geschichte beginnt um 970 und bildet den wesentlichen Handlungsstrang der Saga.
Trotz der Vorbehalte hinsichtlich der Objektivität und Genauigkeit der Färingersaga, ergibt sich doch folgendes Bild, welches allgemein als die Chronik jener Zeit angenommen wird.

### Mord an Brestir und Beinir
Um 969 war die Ausgangslage auf den Färöern wie folgt: Es gab zwei norwegische Lehen, das eine fiel Havgrímur von Hov zu, das andere den Gebrüdern Brestir und Beinir von Skúvoy. Zwischen diesen beiden Parteien gab es offensichtlich schwelende Konflikte, die mit dem Streit zwischen Einar und Eldjarn (der eine Gefolgsmann von Brestir und Beinir, der andere von Havgrímur) offen zutage traten. Einen Schlichtungsversuch von Brestir lehne Havgrímur ab, und so kam es zum Prozess vor dem Althing auf Tinganes, wo Havgrímurs Partei unterlag. Er schwor Rache und suchte Unterstützung bei seinem Schwiegervater Snæúlvur von Sandoy, doch jener wollte das Spiel nicht mitspielen, im Gegensatz zu Tróndur í Gøtu und dessen Onkel Svínoyar-Bjarni, die den Plan fassten, zusammen mit Havgrímur die Brüder zu töten.
Der Mord an Brestir und Beinir 970 auf Stóra Dímun endete nicht nur mit dem Tod der beiden Brüder. Jene schafften es vorher noch, im Kampf Havgrímur und fünf weitere seiner Männer zu töten. Sigmundur Brestisson war damals 9 Jahre alt, als er den Tod seines Vaters Brestir erleben musste, an dem Tróndur í Gøtu zwar nicht aktiv, aber im Hintergrund beteiligt war. Tróndur schlug nach der Bluttat vor, Sigmundur und dessen Vetter Tóri Beinirsson (Beinirs damals 11-jährigen Sohn) zu töten, was Svínoyar-Bjarni jedoch verweigerte. So gelangten Sigmundur und Tóri stattdessen unter Tróndurs Vormundschaft, der selber keine Kinder hatte und unverheiratet war.
Tróndur war damals 25 Jahre alt. Er versuchte, diese beiden Jungen schnell wieder loszuwerden, indem er sie im selben Sommer dem norwegischen Händler Ravnur Hólmgarðsfari als Sklaven anbot. Der war sich aber des Hintergrundes bewusst und verlangte seinerseits Geld dafür, sie nach Norwegen zu bringen. Nebenbei bezeugt diese Episode Handelswege der Färöer zu dieser Zeit bis nach Nowgorod im Kiewer Rus. Jedenfalls brachte Ravnur die beiden nach Norwegen und damit in Sicherheit (nicht nur aus Trónds Sicht, der Rache für den Mord fürchten musste).
Tróndur nahm noch einen anderen Jungen in seine Obhut: Øssur Havgrímsson, den damals 10-jährigen Sohn Havgríms (also den möglichen Erben der Gegenpartei Sigmunds und Tóris). Damit war er Alleinherrscher über die Färöer: Sigmundur und Tóri waren in Norwegen, und Øssur sein Pflegekind. Die Färingersaga erzählt, dass Tróndur ihm, nachdem er herangewachsen war, sowohl das Vermögen von Brestir und Beinir gab, als auch den Teil der Färöer, über den sein Vater geherrscht hat. Das könnte ab 980 gewesen sein. Wahrscheinlich war Tróndur aber der eigentliche und alleinige Herr auf dem Archipel.

### Sigmunds Rückkehr
983 kehrten Sigmundur Brestisson und sein Vetter Tóri Beinirsson das erste Mal auf die Färöer zurück. Sie reisten im Auftrage von König Håkon Jarl von Norwegen. Sie wollten ihr geraubtes Eigentum zurückhaben und waren nun alt genug, um den Tod ihrer Väter zu rächen. Der Färingersaga nach wollte es das Wetter so, dass sie zuerst auf Svínoyar-Bjarni trafen, der nichts ahnend zuhause überrascht wurde. Bjarni konnte darlegen, dass er es war, der sich 970 für das Leben der Jungen eingesetzt habe, und so einigte er sich mit Sigmundur, indem er den Aufenthaltsort von Øssur Havgrímsson auf Skúvoy verriet. Sigmundur soll mit 50 von Bjarnis Männern dorthin gezogen sein und Øssur im Zweikampf getötet haben, wohl nachdem jener noch um Gnade und einen Ausgleich ersucht hatte.
Nach diesem Kampf gab es zunächst einen Waffenstillstand zwischen den beiden Parteien Sigmunds und Trónds. Während Tróndur allerdings die Sache vor dem Althing auf Tinganes geklärt haben wollte, verlangte Sigmundur einen Richterspruch von Håkon Jarl in Norwegen. Um 984 fuhren Sigmundur und Tóri also erneut nach Norwegen, wo der König festlegte, dass Tróndur in allen vier Anklagepunkten – dem Mord an Brestir und Beinir, dem Vorschlag zur anschließenden Tötung von Sigmundur und Tóri, und der Versklavung der beiden Jungen – schuldig war, und jeweils ein Manngeld an Sigmundur und Tóri entrichten musste. Weiterhin erlaubte es der König, dass Tróndur í Gøtu weiterhin auf den Färöern bleiben durfte, solange er sich der norwegischen Herrschaft fügte, die ihrerseits durch Sigmundur vertreten werden sollte, der so die gesamten Färöer als Lehen – theoretisch – versprochen bekam.
Auf dem Althing 985 akzeptierte Tróndur diese Bedingungen, wenn auch nur widerwillig, und verlangte eine Ratenzahlung über drei Jahre. Im selben Jahr nahm Tróndur Leivur Øssurson (den Sohn von Øssur Havgrímsson) zu sich – wohl auch, um dessen Rache an Sigmundur mitzugestalten, indem er nun wiederholt auch Manngeld von Sigmundur fordern sollte.
Wahrscheinlich um 986 holte Sigmundur seine Familie (Frau Turið Torkilsdóttir und Tochter Tóra Sigmundsdóttir) aus Norwegen auf die Färöer, die dort den Rest ihres Lebens bleiben sollten. Die beiden gelten als die ersten großen Frauen in der färöischen Geschichte.

### Christianisierung der Färöer

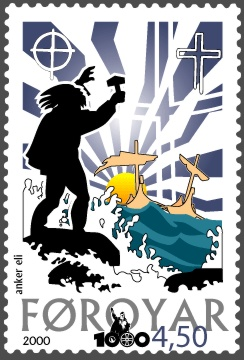
Tróndur í Gøtu wehrt sich mit dem Mjölnir gegen die Ankunft des Christentums. Allegorische Darstellung auf einer färöischen Briefmarke von Anker Eli Petersen 2000.

Nachdem Olav I. Tryggvason 994 zum Christentum konvertiert und 995 König Norwegens geworden war, lud er 997 Sigmundur Brestisson zu sich ein. Die beiden wurden Freunde, Sigmundur ließ sich taufen und segelte 998 zurück auf die Färöer, um dort auf dem Althing auf Tinganes nicht nur zu verkünden, dass Olav ihn zum Alleinherrscher über die Färöer bestimmt habe, sondern auch, dass nun alle Bewohner zum Christentum konvertieren sollten. Dies stieß auf gewaltsamen Protest unter der Führung von Tróndur í Gøtu, sodass Sigmundur sich zunächst nach Skúvoy zurückziehen musste, bis er 999 Tróndur daheim überfiel und mit Gewalt zum Christentum zwang. Diese Taufe war allerdings eher formell und machtpolitisch zu verstehen, und in der Folge bereitete Tróndur den Mord an Sigmundur Brestisson vor, der 1005 stattfand.